# Mille Collines

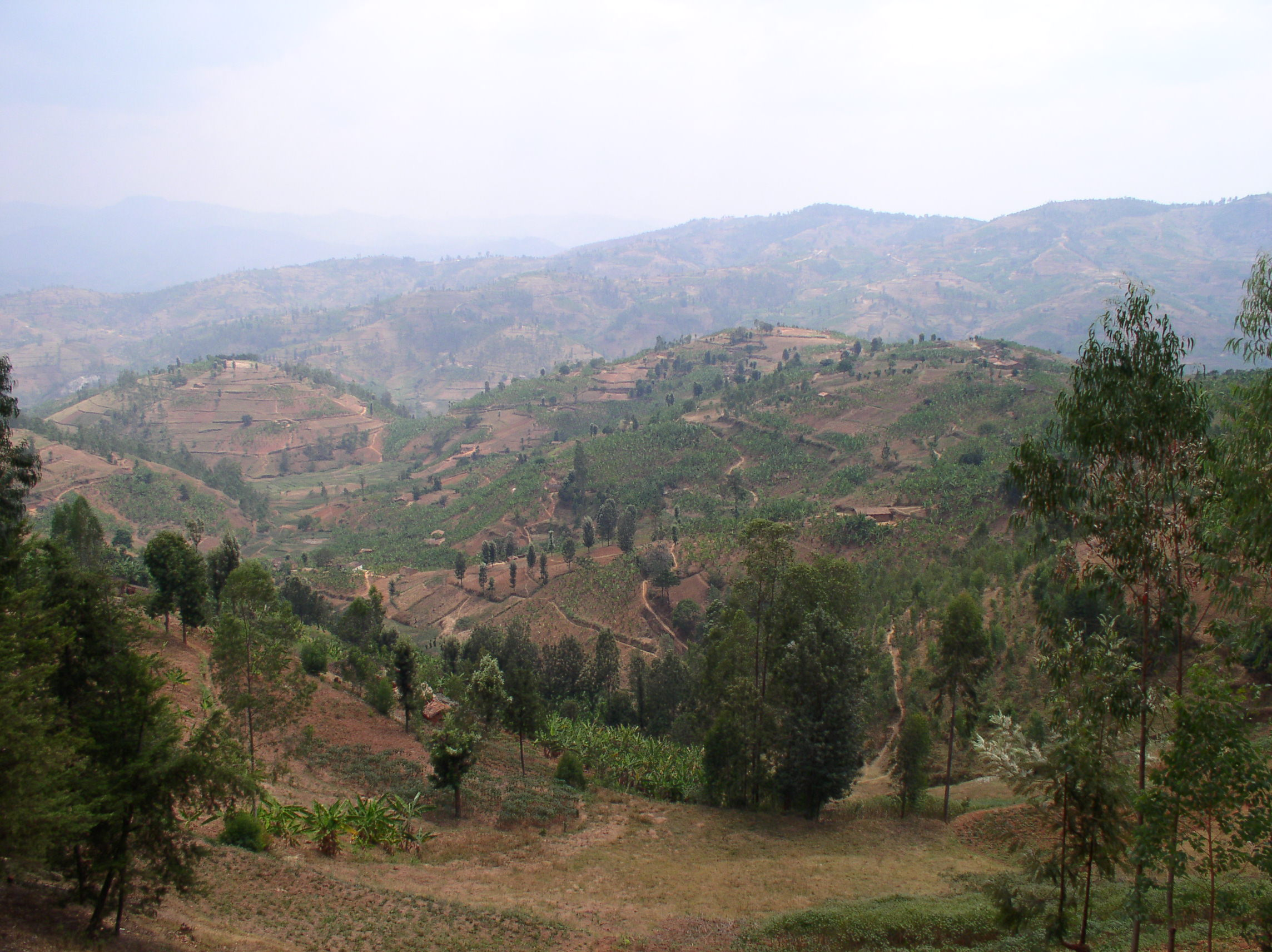
Ruandische Landschaft bei Gitarama

Der französische Ausdruck Mille Collines (dt. Tausend Hügel) wird häufig zur Charakterisierung Ruandas verwendet, das ein überaus hügeliges Land ist.
Dadurch wurde Pays des Mille Collines beinahe zum Synonym für Ruanda und der Ausdruck Mille Collines zum Namensbestandteil von Einrichtungen in Ruanda, etwa beim Radio-Télévision Libre des Mille Collines oder beim Hôtel des Mille Collines in Kigali.